# Tomas Ledin
Tomas Ledin (født 25. februar 1952 i Rätan, Sverige), er en svensk sanger. Han repræsenterede Sverige i Eurovision Song Contest 1980 med Just nu.

## Diskografi
- 1972 - Restless Mind
- 1973 - Hjärtats rytm
- 1975 - Knivhuggarrock
- 1976 - Natten är ung
- 1977 - Tomas Ledin
- 1978 - Fasten Seatbelts
- 1979 - Ut på stan
- 1980 - Looking for a Good Time
- 1982 - Gränslös
- 1982 - The Human Touch
- 1982 - Sommaren är kort
- 1983 - Captured
- 1988 - Down on the Pleasure Avenue
- 1990 - Tillfälligheternas spel
- 1993 - Du kan lita på mig
- 1996 - T
- 1997 - Sånger att älska till
- 2000 - Djävulen & ängeln
- 2002 - Hela vägen
- 2003 - I sommarnattens ljus
- 2004 - Med vidöppna fönster
- 2006 - Plektrum
- 2009 - 500 dagar om året
- 2012 - Restless Mind (Bonus Version)